# Hamái offenzíva (2017. március–április)
A 2017-es hamái offenzíva a Hay'at Tahrir al-Sham (HTS) által vezetett szíriai felkelői csoportok indítottak egyik katonai offenzíva volt a szíriai polgárháború közben, melyre Hamá városától északra került sor. Az offenzíva 2017. március 21-én kezdődött, a felkelők által tervezett célja pedig a 2016-os hamái offenzíva alatt a Szíriai Fegyveres Erők által elfoglalt területek visszafoglalása, valamint Hamába történő behatolás volt.

## Az offenzíva

### A Tahrir al-Sham vezette offenzíva Halfaya városától délre és keletre

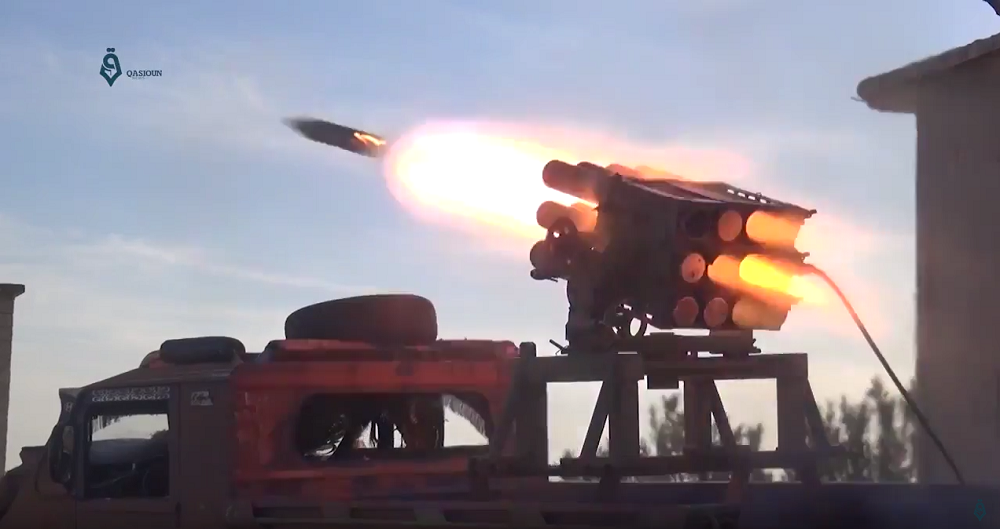
Felkelők rakétákkal támadják a kormányt a offenzíva idején.

2017. március 21-én a felkelők megindították a "Fogd Őket Munkára csata" fedőnevű offenzíva, mikor a Tahrir al-Sham két öngyilkos merénylője két autóbombát vezetett a kormány kezén lévő épületek ellen Suran városában. Ezután a Tahrir al-Sham vezette felkelői csoportok elkezdték Suran valamint Maardis és Ma'an környékbeli falvak támadását. A felkelők március 22-én elfoglalták a három települést, de ezt a Hezbollah tagadta. A felkelők oldalán álló SOHR megerősítette, hogy elfoglalták Suran egészét és Maardis egyes részeit. Khitab falu szintén a támadóké lett. A SAA részeként harcoló Tigris Erők parancsnoka szerint az offenzívában nagyjából a HTS 6000 milicistája és támogatója vett részt. A felkelők offenzívájára válaszul a Szíriai Hadsereg erősítést küldött az észak-hamái frontra. A felkelőknek sikerült elfoglalnia Jabal Zayn al-Abidin területét, megtámadták a Hamái Katonai Repülőteret, és a jelentések szerint 7 km-re megközelítették Hamá városát.
Március 22-én a felkelők elfoglalták Kawkab és Iskandariyah falvakat, lerohanták Maardis területét, valamint elvágták a szárazföldi kapcsolatot Mahardah és Hamá között. Ezzel már kevesebb mint 5 km választotta el őket Hamá városától. A kormánypárti al-Masdar News szerint a támadók mészárlást követtek el al-Majdal falu alavita lakossága ellen, akik közül 30-at megöltek. Ellenzéki források alapján a Sham FM rádió arról számolt be, hogy ezt Mohaled Hazzouri, Hamá kormányzója visszautasította. A nap későbbi részében a Hadsereg visszafoglalta Kawkab területét. Az Al-Masdar News arról is beszámolt, hogy egy folyamatban lévő ellentámadás alatt visszafoglalták Khattab és egy másik falu területét is, de később megerősítették, hogy az még mindig a felkelők kezén van.

### A Szíriai Hadsereg visszaverte az Ahrar al-Sham vezette offenzívát Kernaz mellett
Március 24-én az Ahrar al-Sham vezetésével hat felkelői csoport "Levantei Visszhang" néven egy külön offenzívát indított Hamá északnyugati frontján, melynek célja Karnaz körbe kerítése és elfoglalása volt. Azonban miután sikeresen bevették a települést, a felkelőknek a heves tüzérségi támadás miatt gyorsan ki is kellett vonulniuk.

### Felkelői támadás Qomhana ellen és a Szíriai Hadsereg területszerzése Mahardah közelében

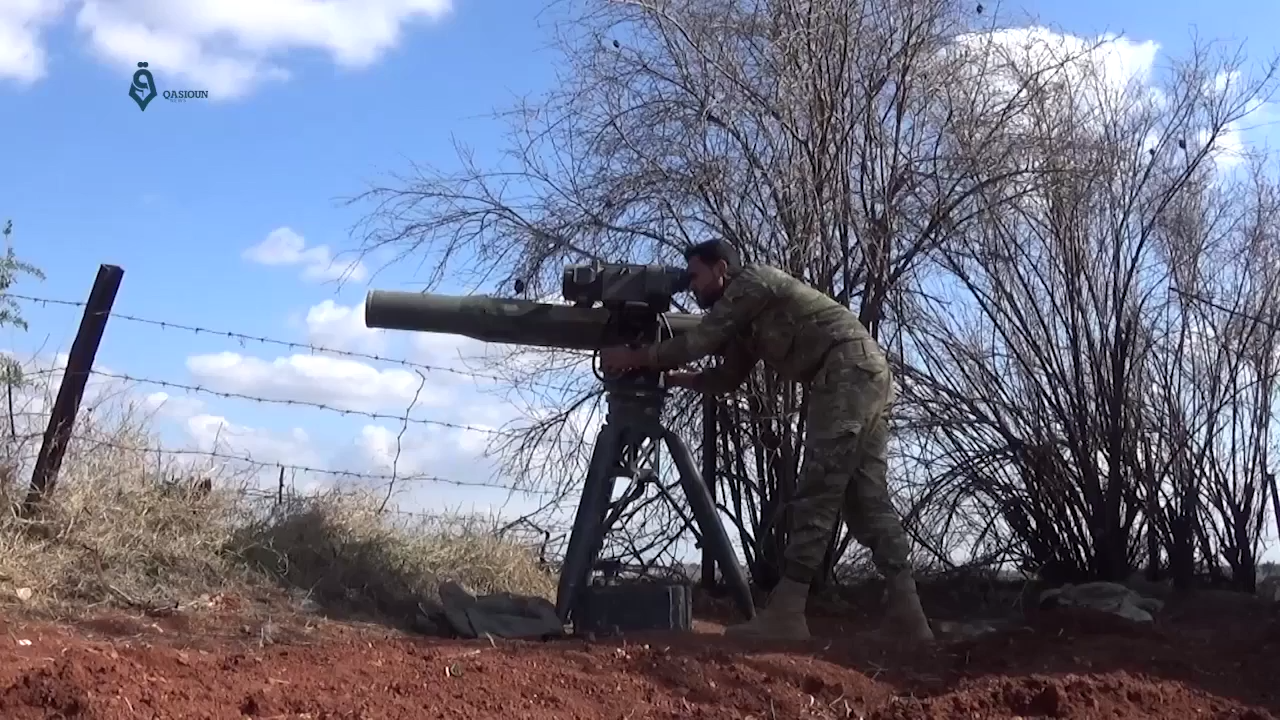
A Dicsőség Hadseregének egyik harcosa egy BGM–71 TOW páncéltörő rakétát élesít a kormányposztok ellen az offenzíva idején.

Március 24-én a felkelők megtámadták Hamától északra Qomhana városát. Miután három öngyilkos merénylő felrobbantotta magát, a felkelők megpróbálták feldarabolni a város védelmi vonalait, és nehézfegyverzettel átjutottak rajta. A felkelők támadását azonban visszaverték, mert a Hadsereg Qomhana belsejében bekerítette a fegyvereseket, és arra kényszerítette őket, hogy hagyják el a várost. Aznap a Szíriai Hadsereg visszafoglalta a Mahardah mellett emelkedő Shayzar falut is.
Március 25-én  Maarzaf frontvonalán a Dicsőség Hadseregének harcosai BGM–71 TOW rakétát lőttek ki egy csoportnyi szíriai katonára, akiket el is találtak. Állításuk szerint több mint 150 katonát megöltek, miközben a helyszínen lévő források 14-220 halottról számoltak be. A felkelők máshol is indítottak támadást Qomhana ellen, és itt is használtak öngyilkos merénylőket. Eközben a Hadsereg a jelentések szerint visszafoglalt egy falut Mahardeh területétől délre, mialatt Kawkab pár órára ismét a felkelők kezére került. Ezután a Hadsereg ismét visszafoglalta a települést. Eközben megszerezte a Maardestől délre emelkedő Tall al Abadi hegyet is.
Március 2-án, miután a felkelők reggeli támadását visszaverték Qomhana nyugati lejtőin, a HTS kivonta csapatait a városon kívüli temetői körzetbe. A Szíriai Hadsereg délután megtámadta a temető környékét, és lerohanta a HTS egységeit. Ezután a Hadsereg három ellenőrző ponttal együtt megszerezte Tal Al-Sammam hegycsúcsát a közelben. Ezután nekiálltak előkészíteni a behatolást Khitab területére, mely a jelentések szerint bár néptelen volt, de a falu körül jelen lévő nagy számú felkelő miatt még mindig nem biztonságos. Este a HTS vezette csapatok egy újabb,, három órás támadást indítottak Qomhana ellen. Annak ellenére, hogy kezdetben a támadók át tudták törni a Hadsereg első védvonalát a város északi szélén, a keletről és nyugatról érkező erősítéseknek köszönhetően a Hadsereg északon vissza tudta verni a támadást. Sok támadót megöltek, a többieket pedig visszavonulásra kényszerítették.
Március 27-én a Hadsereg Mahardah területétől délre visszafoglalt egy falut. A jelentések szerint a Hadsereg ugyanakkor megszerezte a Mahardah-hidat, és elérte Arzeh falu külső peremét.

### Visszaverték az Ahrar al-Sham vezette második támadást
Március 28-án két területen is támadást indítottak a felkelők Mahardah északi szélén, és elfoglalták az Al-Qaramitah területet. Ugyanakkor támadták a Tall Al-Sakhr hegyet, Al-Sakhir falut és Kernaz közelében a gabonasilókat. A nap későbbi részében azonban visszaverték a kísérleteket, a Szíriai Hadsereg pedig visszaszerezte az összes addig elvesztett pozíciót Al-Qaramitah és Sakhir környékén. A Hadsereg három tankját BGM–71 TOW páncéltörő rakétával tették tönkre a nap folyamán a harcokban.

### A Szíriai Hadsereg ellentámadása, a felkelők visszaszorítása
Március 29-én a HTS vezette erők Khitabtól délre elfoglalták a Tal Shihah hegyet, így a dzsihádistákat kevesebb mint 3 kilométer választotta el a várostól. Ezzel egy időben a Hadsereg támadást indított Qomhanától északra, és több posztot is visszafoglalt, és ezek közé tartozott a Saman hegy. Később a Hadsereg még Tal Shihah hegyet is visszafoglalta. A következő, szíriai kézre került terült a stratégiai Tal Bizam hegytető volt, mely Suran városától északra emelkedett. Másnap a Szíriai Hadsereg hat helyszínt foglalt el, melyek között ott volt Arzah városa és az 50. pont, Qomhana délnyugatii része és Khitab déli fele. Eközben az északnyugati fronton a felkelők egy újabb támadását verték vissza.
Március 31-én Khitab és további öt falu valamint több hegycsúcs és ellenőrző pont is a Szíriai Hadsereg kezére került. Ismét megnyitották a Hamá és Mhardheh között futó autópályát, és a Hamái Katonai Reptértől 11 km-re visszatolták a felkelők seregeit.

### Állóháború, a Szíriai Hadsereg eléri Suran városát
Április 3-án a Hadsereg visszafoglalta Maardis városát, a közeli silókat és hegytetőket. Ezután újra indították a támadásukat, és visszaszerezték Iskanderiyah falut és a Maardis-hidat. Másnap a felkelők ellentámadást indítottak Maardis ellen, és több mint kilenc órányi heves harcok árán visszafoglalták a települést. A felkelők első támadásában három pokolgéppel megpakolt autót használtak.
Április 5-én ismét Maardis került kereszttűzbe, bár délutánra a felkelők visszaverték a kormány területszerzését, és ismét ők ellenőrizték a várost. Ezután a felkelők egyik öngyilkos autórobbantója megtámadta a várostól 1500 méterre délkeletre álló, a kormányerők kezén lévő Tall Abadah hegyet, mely alatt a jelentések szerint harcképtelenné tett egy tankot. Ekkor a Hadsereg elfoglalt egy ellenőrző pontot Halfaya mellett, és nyugatról megpróbált behatolni a városba. A nap későbbi részében azonban a felkelők visszafoglalták Halfaya korábban elveszített részeit, valamint megszerezték Iskandariyah területét.
Április 7-én dél körül a felkelők tovább nyomultak, és több, Maardis területétől délre fekvő állást elfoglaltak. Később azonban kiderült, hogy ez a Hadsereg által felállított egyik csapfa volt, és több tucatnyi felkelőt megöltek. Több órányi harc után a Hadsereg visszafoglalta az elvesztett állásokat, és az övéké lett Iskandariyah is, melyet két oldalól vettek tűz alá. Három nappal később Maardis is a kormány kezére került. A harcok április 11-én is folytak, mikor a Hadsereg elfoglalta az „Orosz Ezred” bázisát, Surantól délre.

### A felkelők területnyereségeit visszafoglalták
Április 14-én a Hadsereg támadást indított Halfaya ellen, mely során több ellenőrző pontot elfoglalt a várostól délre. Ugyanakkor a Hadsereg több posztot is megtámadott  Suran és Taybat al-Imam környékén. A kezdeti előretörések ellenére a Hadsereget később kiszorították Halfaya belsejéből, miután ott sok veszteséget kellett elszenvednie. A felkelők két tankot is megszereztek.
Április 16-án, miután előző éjszaka nagyjából 40 légi támadás érte a felkelők utánpótlási útvonalait, a Szíriai Hadsereg 10 órányi heves harc után visszafoglalta Suran városát, így az offenzíva alatt elért összes felkelői eredményt megsemmisítették. Pár órával később a felkelők 40 Grad rakétát lőttek ki a Hamái Katonai Repülőtér irányába, mellyel egy MIG-23 harci repülőgépet és több nagy raktárat is megsemmisítettek.

### A Hadsereg behatolt a felkelő területére; Taybat al-Imam és Halfaya elesett
Április 17-én a Hadsereg támadást indított Taybat al-Imam ellen, és a jelentések szerint egy ellenőrző pontot el is foglalt a város egyik keleti bejáratánál.
Április 20-án heves harcok törtek ki Taybat al-Imam és Halfaya környékén, mikor a kormányerők megpróbálták elfoglalni ezt a két várost.  Az előző 48 órában 400-nál is több légi támadást mértek Hamá északi vidékeire. Végül a kormányerők sikeresen elfoglalták Taybat al-Imamot, és tovább haladtak nyugatra, Halfaya irányába, miközben egy ellenőrző pontot is elfoglaltak. Ezután a felkelők egy ellentámadást indítottak, és Taybat al-Imam nagy részét visszafoglalták. Azonban a több órán keresztül, éjszakába nyúlóan tartó heves harcok után a hadsereg visszaszorította a felkelőket, és visszaszerezte a város ellenőrzését.
Április 22-én a Hadsereg kibővítette a Taybat al-Imam körüli ütköző zónát, mikor újabb területeket foglalt el. Másnap délelőtt a Szíriai Hadsereg elfoglalta Halfaya városát, és Morek megszerzéséért tett lépéseket. Ezzel a kormány minden olyan területet visszaszerzett, melyet korábbi offenzívában 2016 végén elveszített.
Április 24-én a Hadsereg tovább folytatta előretörését északnak Al-Lataminah és Morek felé. Eközben az SAA kettő vagy négy falut és egy ellenőrző pontot foglalt el, és elérték Lataminah külterületeit. Másnap a felkelők részben visszafoglalták Al-Massasnah városát egy ellentámadásban, majd a Szíriai Hadsereg másnap délelőtt elfoglalta az ő állásaikat. Ugyanekkor a katonaság megszerezte a Halfaya szélétől északra fekvő Zullaqiat falut is. Április 28-án a felkelői seregek ismét megtámadták Al-Massasnah városát, de támadásukat később visszaverték. Így a frontvonal beállt.